# Palazzo Ape Museo

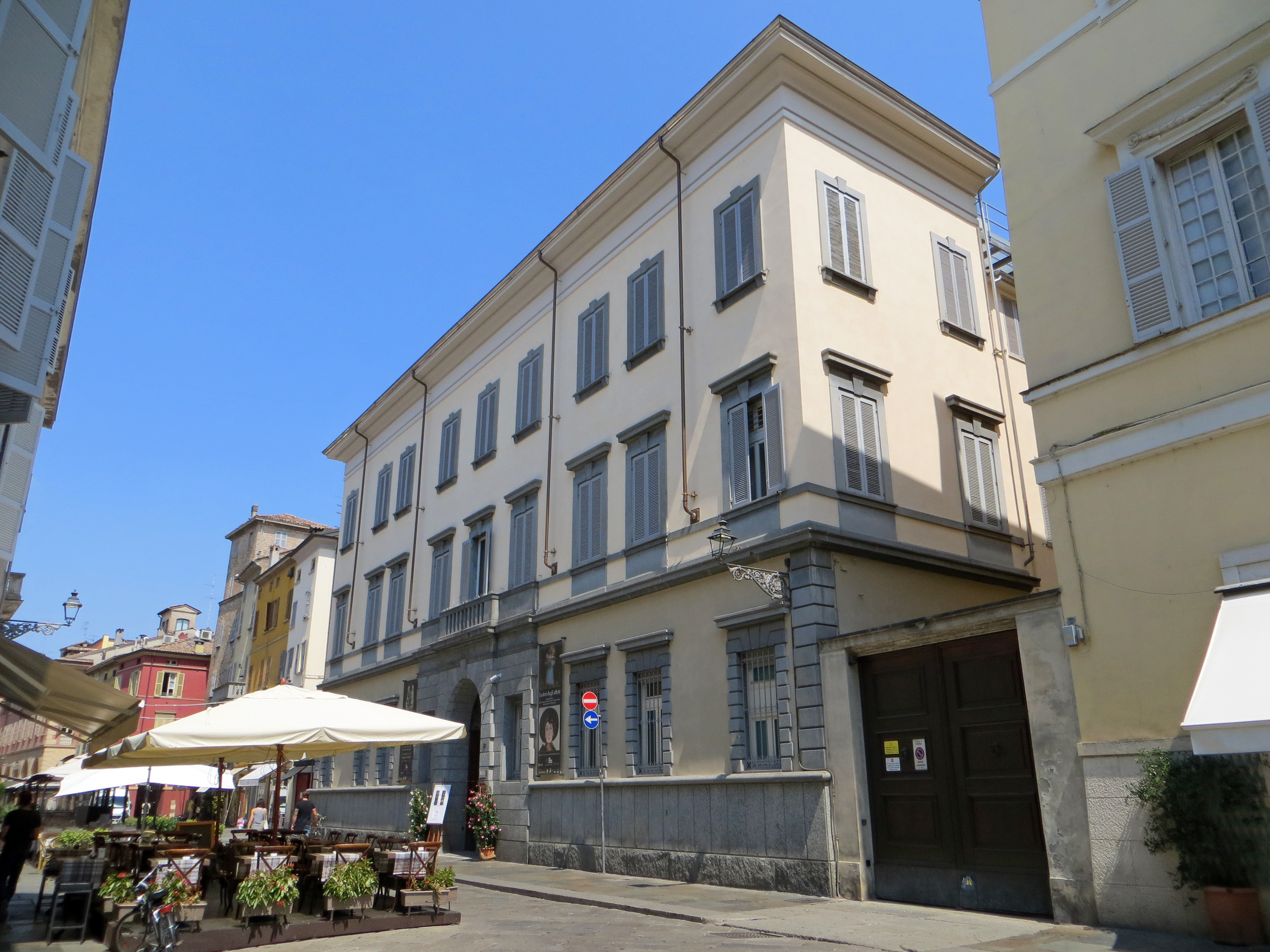
Palazzo Ape Museo in Parma

Der Palazzo Ape Museo, auch Palazzo della Banca d’Italia, ist ein Renaissancepalast im historischen Zentrum von Parma in der italienischen Region Emilia-Romagna. Er liegt in der Strada Farini 32. Dort ist das Ape Parma Museo der Stiftung Monteparma untergebracht.

## Geschichte
An der Stelle des heutigen Palastes, an der Ecke zwischen dem heutigen Piazzale Sant’Apollonia und der Strada Farini stand schon im Mittelalter ein bedeutendes, privates Gebäude.
In der Folge wurde das Gebäude, das mit einem Innenhof versehen war, wahrscheinlich nach Süden erweitert, wobei ein schmaleres Wohnhaus, dessen Fassade auf eine Sackgasse hinaus zeigt, integriert wurde. So bildete das Ensemble einen großen Palast mit Innenhof. Das älteste Zeugnis über die Existenz eines großen Palastes an dieser Stelle stammt aus den ersten Jahren des 17. Jahrhunderts, als sein Grundriss auf der topografischen Karte der Stadt Parma von Smeraldo Smeraldi abgebildet wurde.
Das Gebäude mit seinem für die Renaissance typischen Aussehen wurde später auf der Rückseite erweitert, sodass es einen weiteren Baukörper mit Innenhof aus der Ostseite einschloss. Noch später fiel das Anwesen an die Grafen Pettorelli, wobei man den genauen Zeitpunkt nicht kennt. Spätestens 1767 waren sie aber Eigentümer des Palastes.
Zwischen dem Ende des 18. und dem Beginn des 19. Jahrhunderts kaufte die reiche Familie Ortalli den Palast; ihr letzter Nachkomme, Mattia, ließ um die Mitte des Jahrhunderts einige Räume des Gebäudes neu dekorieren. Nach dessen Tod 1889 fielen all seine Güter nach seinem letzten Willen an die Diözese Parma.
Ganz wenige Monate später kaufte die Banca Popolare Cooperativa Parmense das Gebäude, ließ es in ihren neuen Sitz umbauen und ein neues Eingangsportal zum Piazzale Sant’Apollonio bauen. 1906, nach der Insolvenz des Kreditinstitutes, kaufte zunächst die Sparkasse Parma den Palast und nach kurzer Zeit übernahm ihn die Banca d’Italia, um ihn zu ihrem Sitz in der Region zu machen. Also wurden erste Umbauarbeiten eingeleitet, in deren Zuge der große Innenhof mit einem Glasdach versehen wurde, um eine Halle für die Öffentlichkeit zu erhalten. Außerdem baute man etliche Innenräume in Gewölberäume um.
Zwischen 1937 und 1940 wurden weitere Umbauarbeiten durchgeführt, darunter der Abriss und Neubau der Rückgebäude, die Aufstockung des gesamten Palastes um ein Geschoss und die Umgestaltung der Fassade im Stil der Neurenaissance.
Nach der Aufgabe des Provinzialsitzes der Banca d’Italia im Jahre 2015 kaufte die Stiftung Monteparma das Gebäude, um sich dort niederzulassen. Die Stiftung ließ mit Umbauarbeiten am gesamten Palast beginnen, die Anfang Juni 2018 abgeschlossen wurden. Dann erfolgte die feierliche Einweihung des Ape Parma Museo.

## Beschreibung

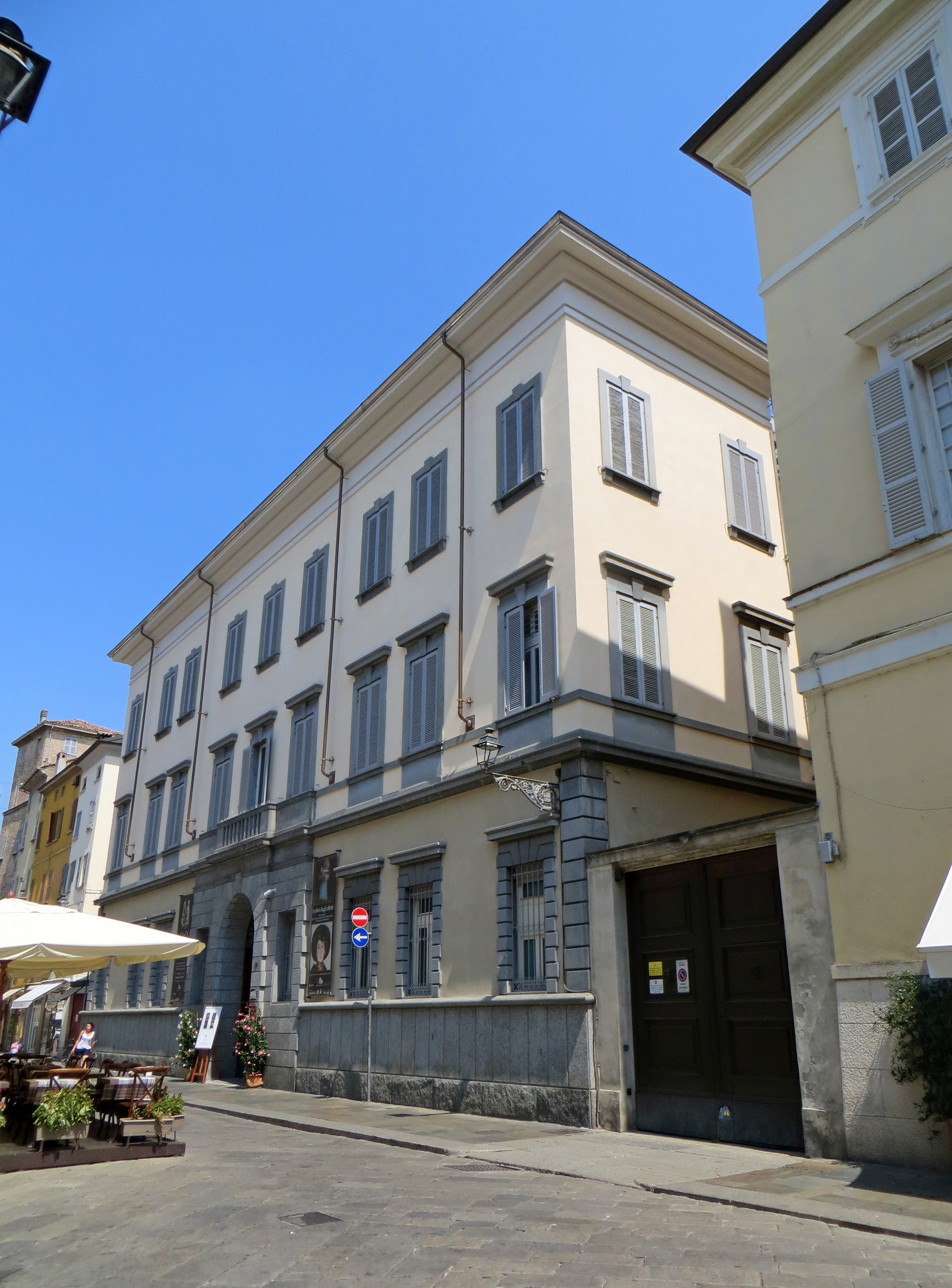
Fassade und Südwestecke

Der große Palast hat einen fast rechteckigen Grundriss um zwei Innenhöfe und nimmt einen ganzen Block ein.
Die symmetrische Hauptfassade, die, wie der Rest des Gebäudes fast vollständig verputzt ist, erstreckt sich über drei oberirdische Stockwerke. Darunter befindet sich ein Keller, dessen Außenwand mit Steinplatten verkleidet ist. Mit diesen Steinplatten ist auch der mittlere Teil des Erdgeschosses verkleidet, wo sich das große Eingangsportal mit Rundbogen und zwei Fenster an seinen Seiten befinden. Die anderen Fensteröffnungen des Erdgeschosses sind mit breiten Rahmen aus Bossenwerk versehen und über ihnen sind überhängende Architrave angebracht. Das Hauptgeschoss, das vom Erdgeschoss durch ein doppeltes Gesims getrennt ist, ist durch eine französische Tür in der Mitte gekennzeichnet, die durch steinerne Baluster verschlossen ist. Alle Öffnungen dieses Stockwerks sind mit glatten Rahmen und Architraven mit Relief versehen. Das oberste Stockwerk zeigt sich mit einer Reihe von Fenstern, die mit glatten Rahmen bestückt sind, wogegen sich darüber ein massives, weit vorspringendes Gesims befindet.
Die Noredfassade zum Piazzale Sant’Apollonia hin zeigt die gleichen Dekorationen wie die zur Strada Farini hin. An der Nordostecke des Grundstückes erhebt sich als Fortsetzung des Hauptgebäudes ein niedrigerer Flügel, der in den Jahren 1937–1940, ebenfalls im Stile der Neurenaissance, errichtet wurde. Dieser kleine, vollständig verputzte Palast ist durch Dekorationen in falschem Bossenwerk an den Ecken und an den Rahmen der Eingangsportale und der Fenster beider Stockwerke gekennzeichnet.
Der Empfangssalon, der mit einer lünettierten Tonnengewölbedecke versehen ist, führt zur Rezeption, den Sälen für die temporären Ausstellungen des Museums und zum großen Multifunktionsraum in der Mitte, zu dem der ehemalige Publikumsraum der Banca d’Italia geworden ist. Verschiedene Räume, die im Auftrag der alten Eigentümer dekoriert wurden, zeigen Malereien und Stuckarbeiten an ihren Gewölben. Wertvoll zeigt sich insbesondere der Ecksalon im Erdgeschoss, der mit Fresken aus dem 19. Jahrhundert verziert ist, auf denen die Allegorien der Musik, der Literatur, der Malerei und der Architektur abgebildet sind. In anderen Räumen, die in der ersten Hälfte des 20. Jahrhunderts in Tresorräume umgebaut wurden, haben sich zahlreiche Spuren ihrer vorherigen Funktion als Teil eines Geldinstituts erhalten.
Im Hauptgeschoss fanden ein großes Auditorium und Säle für permanente Ausstellungen Platz, während die Räume des Tiefparterres die Magazine des Museums beherbergen. Das zweite Obergeschoss und das Dachgeschoss, die durch den Seiteneingang zugänglich sind, dienen als Privatwohnungen.